# Patatxo

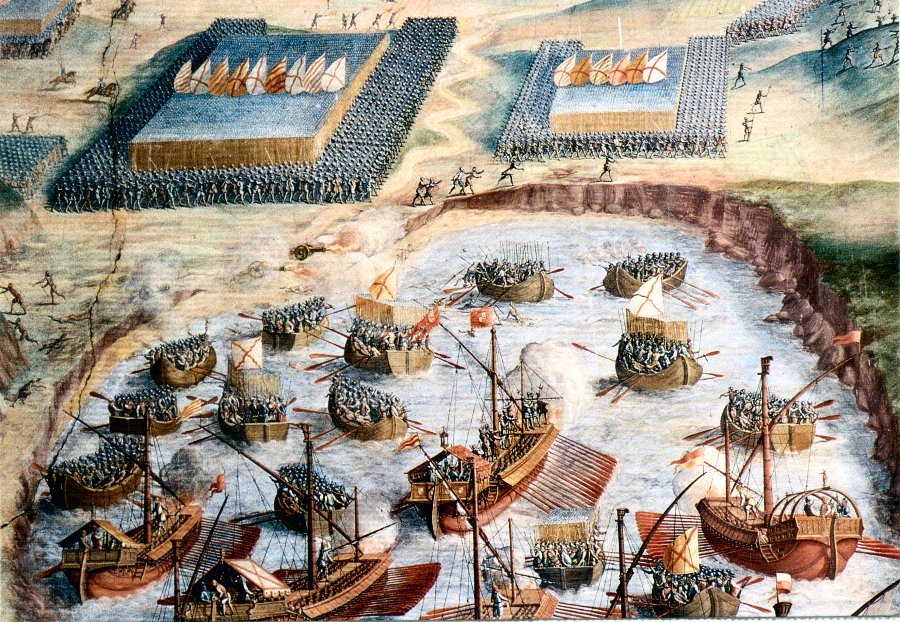
Desembarcament de navilis espanyols a la batalla de l'Illa Terceira o tercera, durant el combat naval el 26 de juliol de 1582, entre una esquadra espanyola de 26 naus on van participar diversos patatxos, comandats per Dom Álvaro de Bazán y Guzmán, i una esquadra francesa de 60, al comandament de l'almirall Filippo di Piero Strozzi, i que acabà amb una aclaparadora victòria per als espanyols

Un patatxo és un tipus d'embarcació de vela amb dos pals, molt lleugera i de poc calat, una mena de barreja entre un bergantí i una goleta, que en els seus inicis va ser un vaixell de guerra, estant destinat a la vigilància i inspecció de les costes i ports normalment supeditada a una altra embarcació de més importància o mida, i també per a viatges transpacífics, encara que posteriorment es va utilitzar per a fins civils o d'aprovisionament i que solia ser d'unes 30 tones.

## Història
Va ser usat sobretot per l'Armada espanyola durant els segles XV, XVI, XVII i XVIII per a la defensa i vigilància dels territoris de l'Imperi Espanyol d'ultramar.

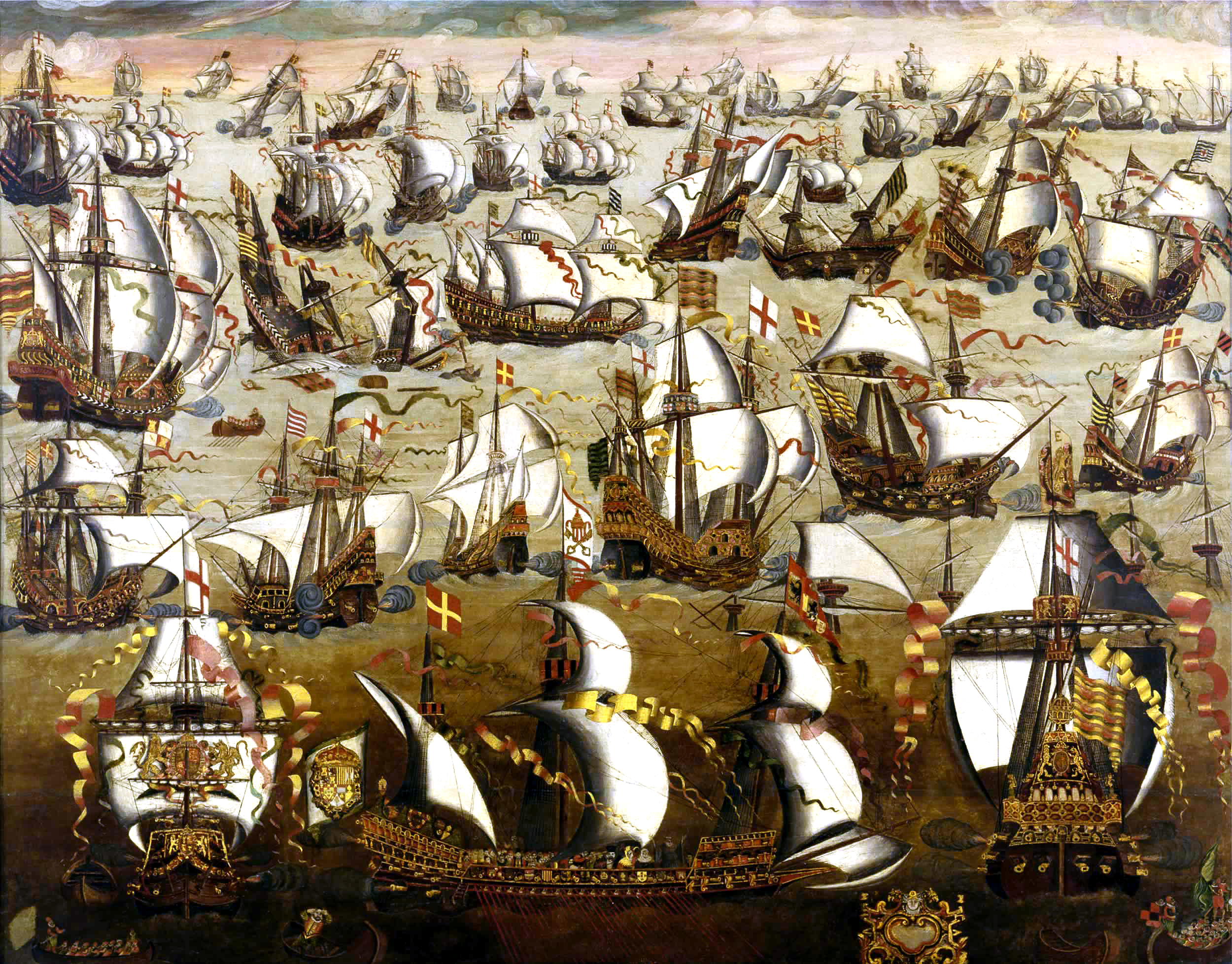
Pintura anglesa sobre l'intent d'invasió d'Anglaterra, en la guerra Anglo-espanyola a finals del

Per la seva lleugeresa i velocitat de desplaçament va ser també emprat per corsaris espanyols i holandesos per atacar vaixells comercials.
Flotilles de patatxos varen participar en diverses batalles històriques com:
- La Jornada d'Anglaterra, intent d'invasió espanyola d'Anglaterra per part de l'Armada espanyola a 1579.
- La batalla d'Alcazarquivir, que va tenir lloc el 4 d'agost de 1578 i va enfrontar les forces portugueses a les dels pretendents al tron de Marroc.
- La batalla de l'Illa Terceira, en 1582, entre francesos i espanyols.
- Uns 1700 van formar part de l'Armada de l'Oceà.
- La Batalla de les Dunes entre les armades espanyola i holandesa que es va lliurar el 21 d'octubre de 1639 a la rada de les Dunes, prop de la costa del comtat de Kent, a Anglaterra, en el transcurs de la Guerra dels Vuitanta Anys.

## Llista de patatxos històrics
- Germán , enfonsat a 1898 a Portosín, Galícia.
- El  Galgo  i  La Margarita  (pertanyent a l'Armada reial de la guàrdia de la carrera de les Índies, encallat a l'illa de la Bermuda, en 1639.
- San Juan  i  San Pedro 1639, patatxos basc i flamenc, respectivament, pertanyents a Juana Larando i que es van dedicar al saqueig de navilis a la costa de França i el Canal de la Mànega.
- Saint Nicholas, adquirit per la corona espanyola a 1636 a Gabriel de Tamaril.
- Buen Jesús, enviat per la corona espanyola a 1648 des de Panamà a les Illes Filipines per a comprovar si aquestes havien caigut en mans dels neerlandesos.
- Santa Cruz , construït a 1698 a les drassanes reials de Guayaquil, armat amb 44 canons, i amb una tripulació de 300 mariners sota el comandament de Nicolás de la Rosa, comte de Vega Florida, i que formava part de la Flota de Terra Ferma.
- Ntra. Señora del Carmen, capitanejat per Araoz a 1708.